# Parądzice
Parądzice [parɔnˈd͡ʑÉl͡sɛ] es un pueblo ubicado en el distrito administrativo de Gmina Wartkowice, dentro del Distrito de Poddębice, Voivodato de Łódź, en Polonia central. Se encuentra aproximadamente a 7 kilómetros al este de Wartkowice, a 15 kilómetros al noreste de Poddębice, y a 34 kilómetros al noroeste de la capital regional Lodz.
El pueblo tiene una población de 86 habitantes.